# Alfredo di Sareshel
Alfredo di Sareshel (XII secolo – XIII secolo) è stato un filosofo e traduttore inglese.

## Biografia
Sappiamo molto poco della vita di Alfredo. Originario di Shareshill nello Staffordshire in Inghilterra, risiedette per qualche tempo (1190-1200 circa) in Spagna, probabilmente nella cerchia dei traduttori di Toledo (i cui massimi esponenti erano in quegli anni Gherardo da Cremona e Daniele di Morley). Divenne canonico della Cattedrale di Lichfield all'inizio del XIII secolo. Fu molto apprezzato dai contemporanei: Alexander Neckam lo elogia per i suoi commenti aristotelici. Sareshel gli dedicherà il suo De motu Cordis, un'opera di medicina ispirata alle tradizioni greco-araba e salernitana. Sareshel vi dimostra che l'anima governa il corpo attraverso il cuore. Questa tesi influenzerà in particolare l'antropologia di Alberto Magno, ma anche il pensiero di Ruggero Bacone e diventerà canonica nelle università medievali. 
Bacone testimonia della sua presenza in Spagna e la sua conoscenza personale di Michele Scoto e di Ermanno l’Alemanno. Tradusse anche il trattato De mineralibus, poi ascritto all'al-Šifā di Avicenna.
Sareshel tradusse dall'arabo in latino la parte del Kitāb al-Sīfā' di Avicenna dedicata ai minerali e all'alchimia (De Congelatione et conglutinatione lapidum) e il De plantis, del filosofo greco del I secolo Nicola di Damasco.

## Elenco delle opere
1. Commenti ai Meteorologica e al De generatione et corruptione aristotelici;
2. De motu cordis;
3. De Congelatione et conglutinatione lapidum. Traduzione di una parte del Kitāb al-Sīfā' di Avicenna, dedicata alla mineralogia e all'alchimia;
4. Traduzione del De plantis di Nicola di Damasco (nel Medioevo erroneamente attribuito ad Aristotele; la versione greca è perduta, ma si è conservata la traduzione araba realizzata nel X secolo da Ishaq ibn Hunayn).